# Ouled Tebben
Ouled Tebben ou Tebbane (em árabe: أولاد تبان) é uma comuna localizada na província de Sétif, Argélia. Sua população estimada em 2008 era de 25 000 habitantes.